# Scomberomorus multiradiatus
Scomberomorus multiradiatus és una espècie de peix de la família dels escòmbrids i de l'ordre dels perciformes.

## Morfologia
Els mascles poden assolir els 35 cm de longitud total i els 500 g de pes.

## Distribució geogràfica
Es troba a la desembocadura del riu Fly (Golf de Papua, Nova Guinea).